# Левицька Галина Іванівна
Галина Іванівна Левицька (3 березня 1958, село Кнісело, Жидачівський район, Львівська область — 6 грудня 2008, Київ; похована у Львові) — українська журналістка, правозахисниця, учасниця дисидентського руху. Дружина Мирослава Левицького. Членкиня Національної спілки журналістів України з 2000 року.

## Біографія
У 1981 році закінчила Львівський лісотехнічний інститут. Після завершення навчання працювала у виробничій сфері.
Наприкінці 1980-х років приєдналася до українського правозахисного руху. Брала активну участь у розповсюдженні самвидаву, виданні позацензурних часописів «Український вісник» і «Кафедра», а також у переправленні матеріалів через Польщу на Захід, зокрема до видавництва «Смолоскип».
У 1988 році вступила до Української Гельсінської спілки, а вже наступного року опублікувала свої перші правозахисні статті, після чого потрапила під нагляд КДБ.
З 1990 року працювала у складі українського християнського радіо «Воскресіння» (Брюссель). У 1991 році очолила пресслужбу та редагувала бюлетень Львівської обласної організації Української республіканської партії «Львівські новини». З 1992 року — керівниця пресслужби Конгресу національно-демократичних сил України. Також була власною кореспонденткою польської газети «Гомін» в Україні.
У 1995–2006 роках — власна кореспондентка газети «За вільну Україну» у Києві. З 2007 року працювала помічницею-консультанткою народного депутата України.

## Творчість
Уклала біобібліографічний довідник «Богдан Горинь» (2001). Разом із чоловіком, Мирославом Левицьким, видала повість-хроніку «Подвижник» (2007, Київ) про рід Старухів.

## Памʼять
Похована у Львові.